# 林錦昌
林錦昌（1967年7月18日—），中華民國小說家、政治人物，花蓮出身，曾任台北市新聞處處長、國安會諮詢委員、行政院政務委員、國安會副秘書長、中華文化總會秘書長等職。

## 簡介
國立台灣大學外國語文學系畢業（1989年），1991年以〈無聲的迴廊〉得第5屆《聯合文學》短篇小說新人獎首獎（評審黃碧端、馬森、張大春、東年、詹宏志）。
大學畢業後曾在故鄉花蓮擔任高中教師。
1992年，因羅文嘉介紹，操刀陳水扁的競選立委文宣。
1997年，時任臺北市政府新聞處處長羅文嘉因臺北市拔河斷臂事件請辭，時任新聞處主任秘書的林錦昌接任新聞處處長；1998年，隨同連任失利的臺北市市長陳水扁去職。
2000年陳水扁當選台灣中華民國總統，他出任總統辦公室秘書。2004年陳水扁當選連任後，林轉任國家安全會議諮詢委員。2007年入第二次張俊雄內閣，任不管部會政務委員。2008年2月轉任國家安全會議副秘書長，2008年5月20日交接卸任。
2008年擔任紙風車劇團三六八鄉鎮兒童藝術工程的共同發起人。
2012年總統大選期間，負責民進黨總統候選人蔡英文的文稿與發言。
2014年六都選舉，進入臺北市長候選人柯文哲競選總部的文宣部門，作為其文宣的捉刀人、文膽。被姚立明之稱為「柯辦林志玲」，林錦昌的身分直到選後才浮上檯面。
2017年3月9日擔任中華文化總會秘書長。

## 外部連結
- 行政院林錦昌資料網頁 （页面存档备份，存于）
- 東年〈殺國王也殺國王人馬？──我看童子軍林錦昌〉 （页面存档备份，存于）
- 2006年6月2日《聯合報》〈文膽林錦昌 為扁寫貧戶故事〉 （页面存档备份，存于）